# برایان هوک
برایان اچ. هوک (انگلیسی: Brian H. Hook؛ زادهٔ ۴ ژوئن ۱۹۶۸)، یک وکیل و سیاستمدار اهل ایالات متحده آمریکا است. او از سال ۲۰۱۷ تا۲۰۲۰ به عنوان مدیر برنامه‌ریزی سیاسی و مشاور سیاست‌گذاری وزیر امور خارجه آمریکا، مایک پومپئو خدمت می‌کرد. در ۲۵ مردادماه برایان هوک به عنوان رئیس «گروه اقدام ایران» منصوب شد که مسئول راهبری، بازبینی و هماهنگی همه جوانب اقدامات مرتبط با ایران در وزارت امور خارجه آمریکا بود و مستقیماً با مایک پومپئو کار می‌کرد.
هوک گفته‌ بود که بنا دارد با به‌کارگیری مشاوران و خبرگان مسائل ایران از کارگروه خود برای جلو بردن سیاست‌های دولت ترامپ در قبال ایران بهره ببرد و همچنین مسئول هماهنگ‌کردن سیاست‌های ایران با سایر دستگاه‌های دولتی خواهد بود. او «همکاری با جامعه بین‌المللی برای تغییر رفتار ایران» را از اهداف اصلی کارگروهی برشمرد که ریاست آن را برعهده داشت. او همچنین گفته‌بود که هدف کارزار فشار حداکثری اقتصادی علیه ایران این است که دسترسی این کشور به منابع مالی خود برای تأمین هزینه‌های تروریسم و برنامه موشکی‌اش را قطع کند.
به دنبال انتشار خبر استعفای هوک از این سمت، روزنامه واشینگتن‌ پست نوشت: «از هوک خواسته شد که استعفا دهد تا مسئولیت شکست استراتژی واشینگتن علیه ایران، بر دوش وی بیافتد».

## تحصیلات
هوک در سال ۱۹۹۰ مدرک لیسانس در رشته بازاریابی از دانشگاه سنت توماس و مدرک کارشناسی ارشد در رشته فلسفه از کالج بوستون و مدرک حقوق از کالج حقوق دانشگاه آیووا دریافت کرده‌است.

## سابقه شغلی

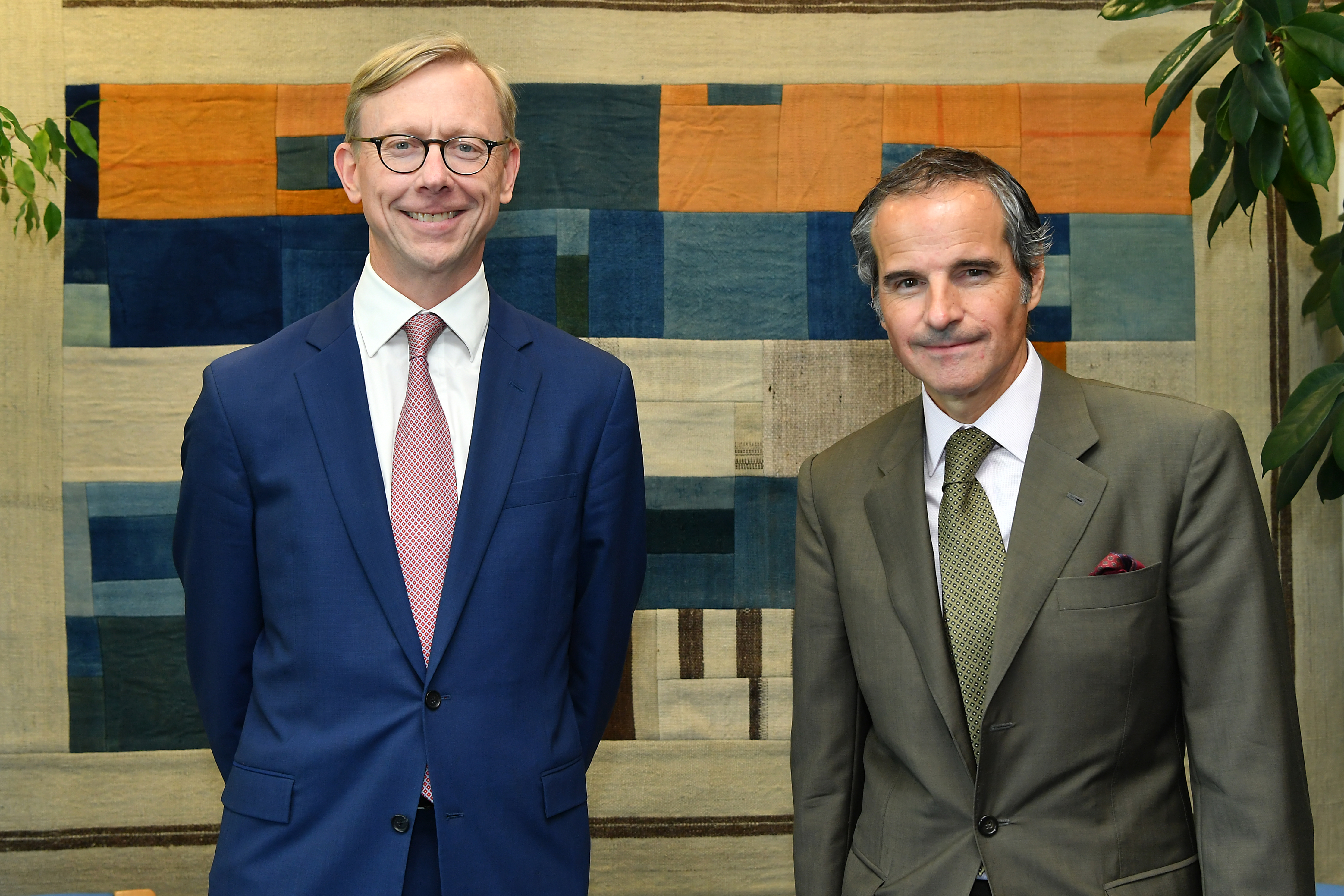
برایان اچ. هوک

برایان هوک در دوران جرج دابلیو بوش به عنوان دستیار وزیر امور خارجه در امور بین‌الملل؛ مشاور ارشد سفیر ایالات متحده در سازمان ملل متحد; دستیار ویژه رئیس‌جمهور در سیاست‌گذاری دفتر رئیس کارکنان کاخ سفید; و به عنوان مشاور در دفتر سیاست حقوقی در وزارت دادگستری ایالات متحده آمریکا کار می‌کرد.
هوک در سالهای ۱۹۹۹–۲۰۰۳ در شرکت هوگان و هارتسون در واشینگتن مشارکت حقوقی داشته و نیز برای تری برنستد در دولت ایالت آیووا و جیم لیچ نماینده کنگره ایالات متحده کار کرده‌است.
هوک در دوران رکس تیلرسون، به عنوان مدیر دفتر برنامه‌ریزی‌های سیاسی وزارت خارجه منصوب شد. این در حالی بود که تا آن زمان، به عنوان یکی از مخالفان ترامپ شناخته می‌شد. او یکی از افراد دخیل در تشکیل سازمانی به نام «John Hay Initiative» بود: گروهی متشکل از مشاوران سیاست خارجی میت رامنی، نامزد حزب جمهوری‌خواه در انتخابات سال ۲۰۱۲ که در انتخابات سال ۲۰۱۶ با نگارش نامه‌ای که به امضای ۱۲۱ نفر از شخصیت‌های حزب جمهوری‌خواه رسید با ریاست‌جمهوری ترامپ مخالفت کردند. هوک همچنین مدتی به عنوان مشاور جان بولتون، در زمانی که او سفیر آمریکا در سازمان ملل متحد بود خدمت کرده‌است.
در وزارت خارجه تیلرسون، نام هوک در مسائل مربوط به ایران زمانی بیشتر شنیده شد که او سرپرستی کارگروهی را به عهده گرفت که مأمور مذاکره با دولت‌های اروپایی برای اصلاح برجام مطابق خواست ترامپ شده بود. بعد از اخراج رکس تیلرسون از وزارت خارجه آمریکا توسط ترامپ، برایان هوک یکی از معدود دیپلمات‌هایی بود که از پاکسازی‌های بعدی این دستگاه از تیم تیلرسون در امان ماند.

## دیدگاه دربارهٔ ایران
هوک بر این باور است که به مرور زمان، اقتصاد ایران به حدی از تحریم‌ها آسیب خواهد دید که مقامات کشور را مجبور به آمدن به پای میز مذاکره خواهد کرد. وی به نیویورک‌تایمز گفته بود، آمریکا خواهان توافقی تازه با ایران است و فشارهای ایالات متحده اقتصاد ایران را «دچار سقوط» کرده‌است. به گفته وی حکومت ایران و گروه‌های نیابتی این کشور طی ۳٫۵ سال گذشته ضعیفتر شده‌اند. او گفت، چه با ایران به توافقی برسیم یا نه، آمریکا موفق عمل کرده‌است.

## استعفاء
روز پنج‌شنبه ۱۶ مرداد ۱۳۹۹، روزنامه نیویورک تایمز گزارش داد برایان هوک نماینده ویژه آمریکا در امور ایران به احتمال زیاد قبل از نوامبر سال ۲۰۲۰ از پست خود کناره‌گیری می‌کند. این گزارش گفته، کناره‌گیری او به نظر می‌رسد هیچ شانسی را برای برای ابتکار عمل دیپلماتیک در رابطه با ایران تا پیش از انتخابات ریاست جمهوری آمریکا باقی نگذارد. نیویورک‌تایمز می‌نویسد، اما برای مقامات ایران و حتی برخی منتقدان هوک در اروپا و آمریکا، وی فردی است که از سیاست خرد کردن اقتصاد ایران برای مجبور کردن جمهوری اسلامی به مذاکره و رسیدن به توافقی جدید حمایت می‌کند.
این گزارش می‌گوید الیوت آبرامز، یک دیپلمات کهنه‌کار محافظه‌کار جایگزین هوک خواهد شد. هوک گفته‌است با توجه به اینکه تقابل ایران و آمریکا به تخریبات متوالی، پاسخ‌ها و تلاشها برای تغییر رفتار جمهوری اسلامی رسیده، زمان خوبی برای ترک سمت خود نیست.
به دنبال انتشار خبر استعفای هوک از این سمت، روزنامه «واشنگتن‌پست» نوشت از هوک خواسته شد که استعفا دهد تا مسئولیت شکست استراتژی واشینگتن علیه ایران، بر دوش وی بیافتد.

### تأیید
مایک پومپئو، وزیر امور خارجه آمریکا، ساعاتی بعد از انتشار خبر توسط نیویورک تایمز تأیید کرد که برایان هوک از مقام خود کناره‌گیری می‌کند و الیوت آبرامر جایگزین او می‌شود. مایک پومپئو، برایان هوک را یک «مشاور مورد اعتماد» و «دوست خوب» نامید و گفت او «به نتایج تاریخی ضد رژیم ایران دست یافته‌است.».